# Knollenstraße
Koordinaten: 52° 8′ 49,3″ N, 9° 57′ 14,5″ O

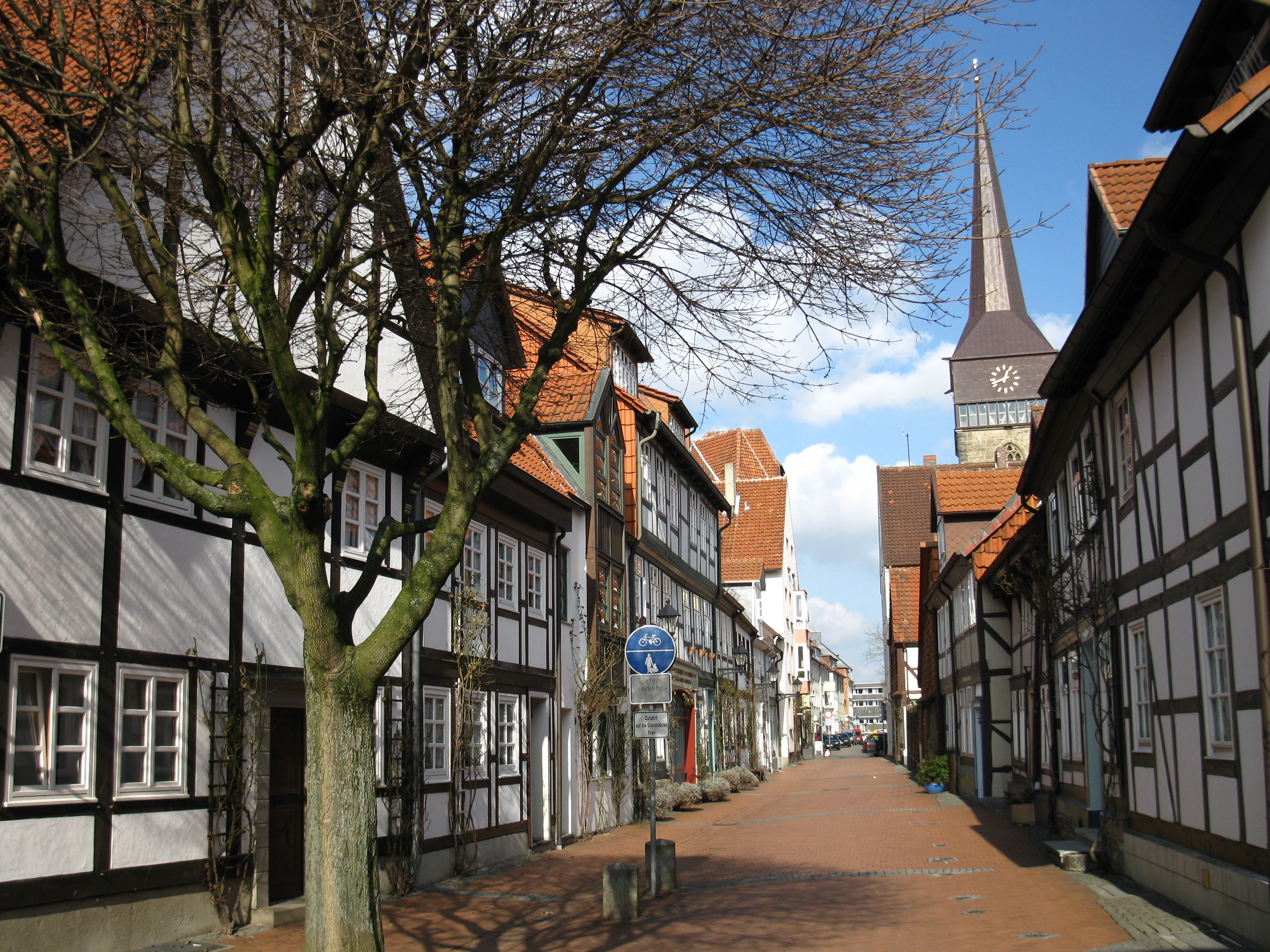
Blick in die Knollenstraße nach Norden.

Die Knollenstraße ist wegen ihrer gut erhaltenen Fachwerkhäuser eine der von Touristen am häufigsten fotografierten Straßen in Hildesheim. Sie liegt im Süden der Innenstadt im Stadtteil Neustadt.

## Lage und Länge
Mit einer Länge von nur 65 m ist die Knollenstraße eine der kürzesten Straßen Hildesheims. Die Hausnummern reichen von Nr. 1 bis Nr. 13. Sie verbindet die Keßlerstraße mit dem Neustädter Markt und verläuft schnurgerade von Norden nach Süden. In unmittelbarer Nähe erhebt sich die spätgotische Pfarrkirche St. Lamberti, deren weithin sichtbarer Turm mit seinem markanten Turmhelm die Knollenstraße überragt. Die Knollenstraße hat die Postleitzahl 31134.

## Herkunft des Namens

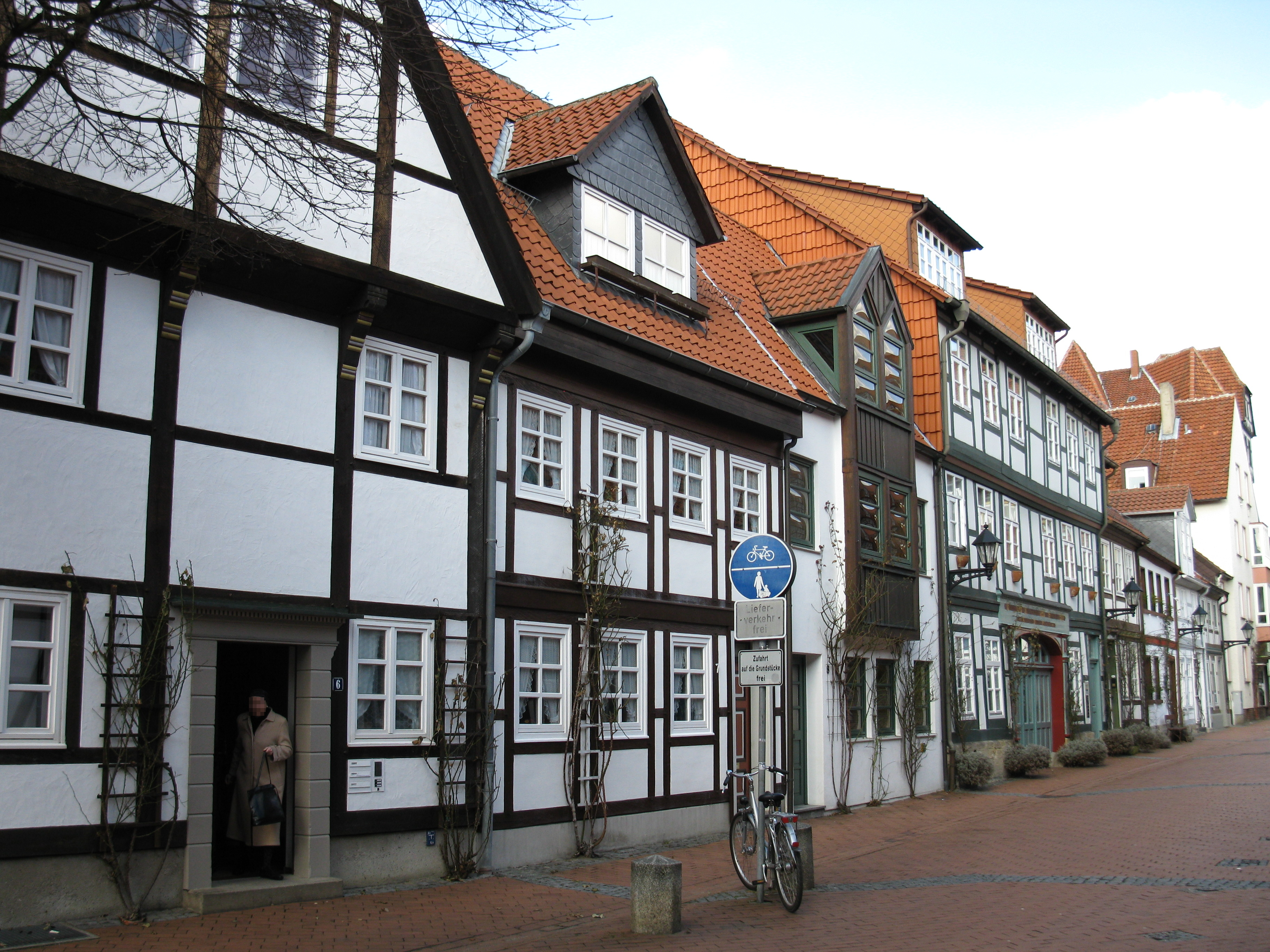
Westlicher Teil.

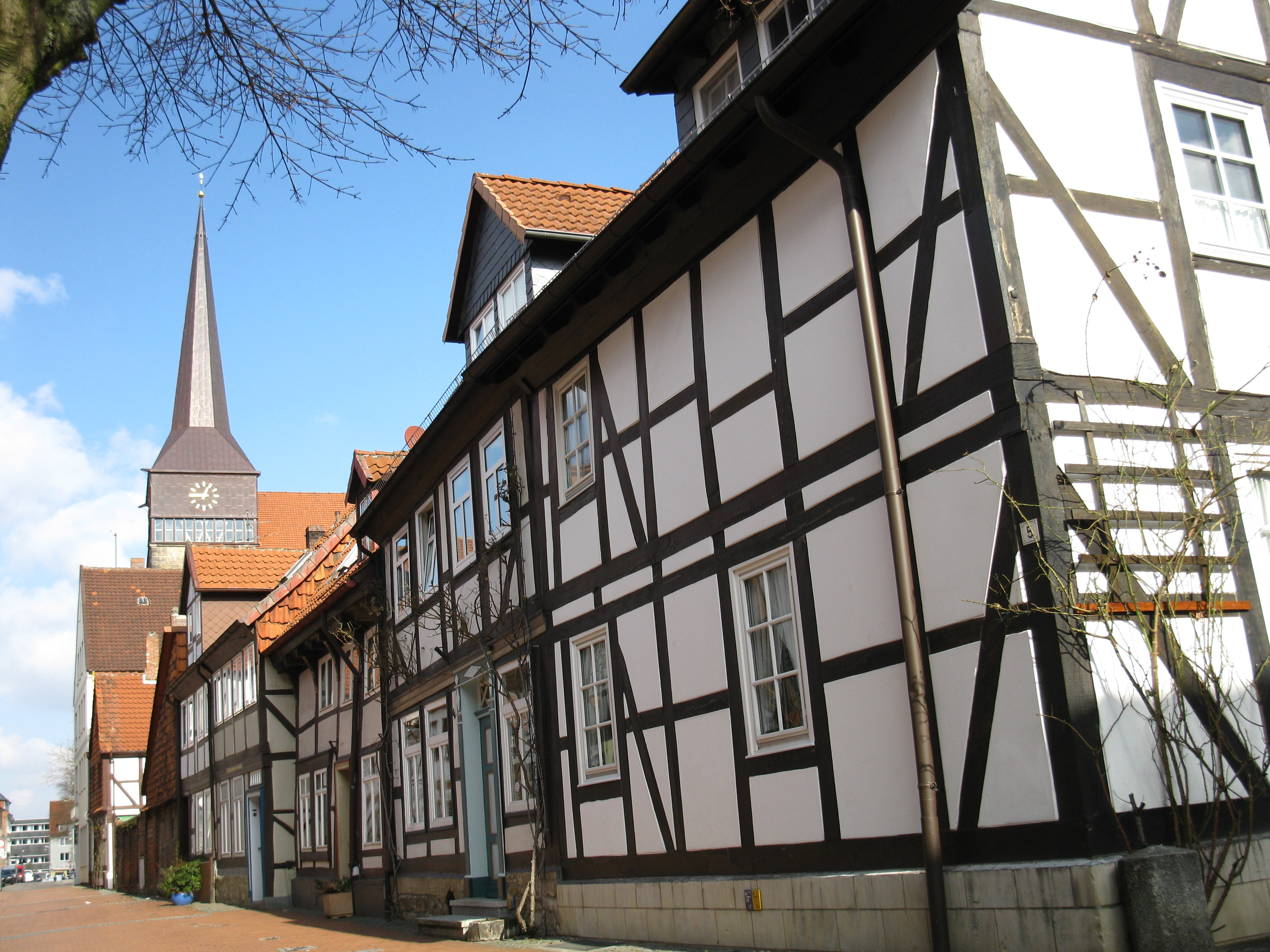
Östlicher Teil.

Die Straße trug ihren heutigen Namen bereits zum Zeitpunkt ihrer ersten schriftlichen Erwähnung (s. u.). Verschiedentlich wurde vermutet, dass er sich auf eine bestimmte Familie beziehen könnte, die hier ansässig war oder die durch die Benennung der Straße geehrt werden sollte. Wahrscheinlicher ist jedoch, dass der – zweifellos ausgefallene – Name von der Kürze der Straße und ihrer dichten Bebauung herrührt. Auf einem Stadtplan von 1767 ist die Knollenstraße als "Knorrenstraße" verzeichnet. Möglicherweise war diese Bezeichnung ein Schreibfehler. Es ist jedoch nicht auszuschließen, dass die Straße tatsächlich zeitweise "Knorrenstraße" hieß, denn das mittelhochdeutsche Wort knorre bedeutete "knotenförmige Verdickung" oder "Auswuchs", womit man durchaus eine "Knolle" beschreiben könnte: Möglicherweise sah die Straße im Mittelalter wie eine Ausbuchtung oder Verlängerung des Neustädter Marktes aus. Bis heute ist man sich über die Herkunft des Straßennamens nicht einig.

## Geschichte
Der Hildesheimer Stadtteil Neustadt wurde zu Beginn des 13. Jahrhunderts planmäßig mit geraden, regelmäßig verlaufenden Straßen angelegt und 1221 erstmals urkundlich erwähnt. Die Knollenstraße wurde als "Knollenstrate" 1502 zum ersten Mal schriftlich genannt und 1767 mit dem Namen "Knorrenstraße" auf einem Stadtplan eingetragen. Im Zweiten Weltkrieg entstanden an mehreren Häusern bei einem Luftangriff am 22. Februar 1945 Dach- und Fensterschäden. Den schwersten Luftangriff auf Hildesheim am 22. März 1945 überstand die Knollenstraße trotz ihrer zentralen Lage fast unversehrt.

## Bauwerke und Besonderheiten

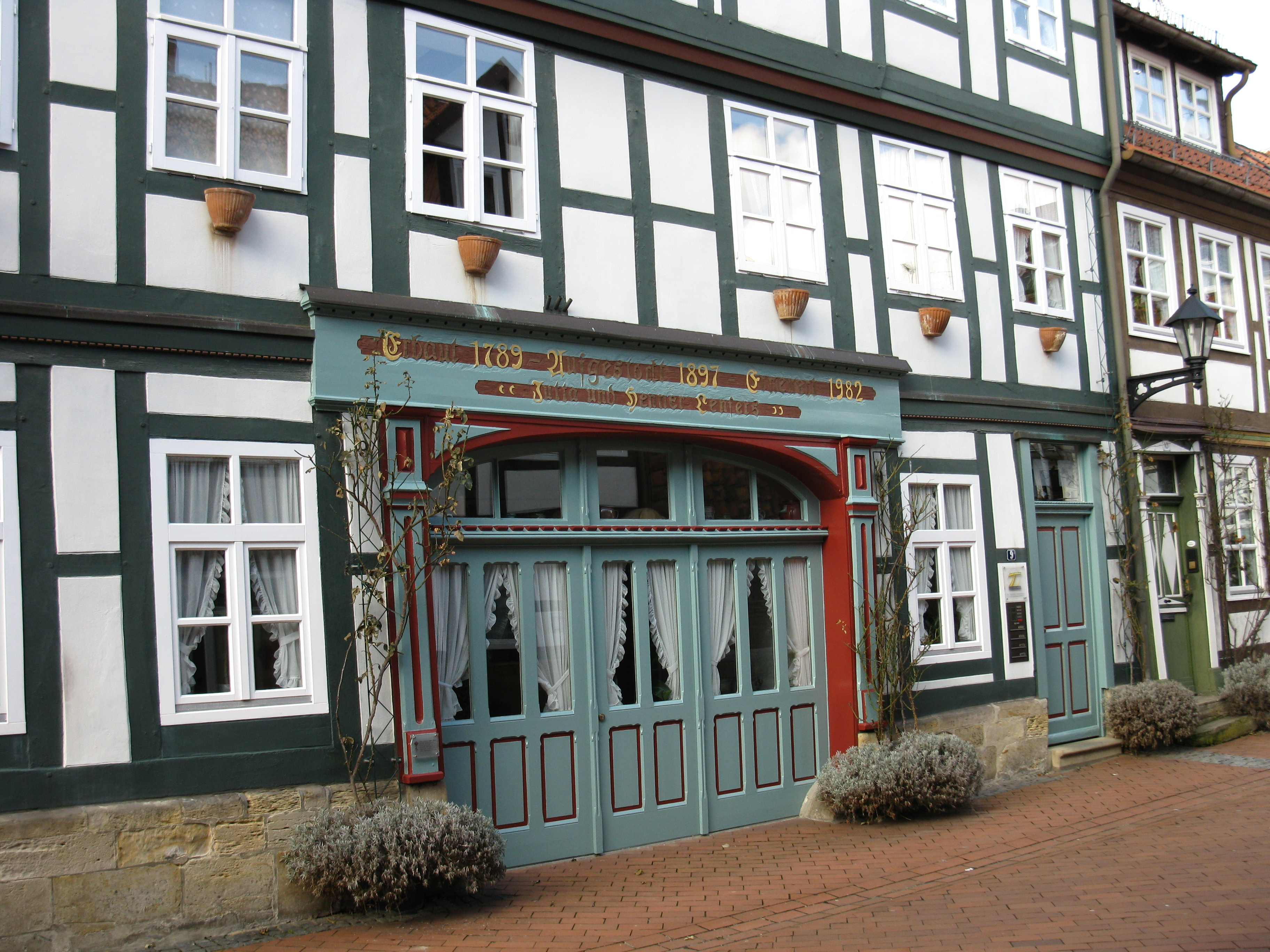
Knollenstraße Nr. 9 (1789).

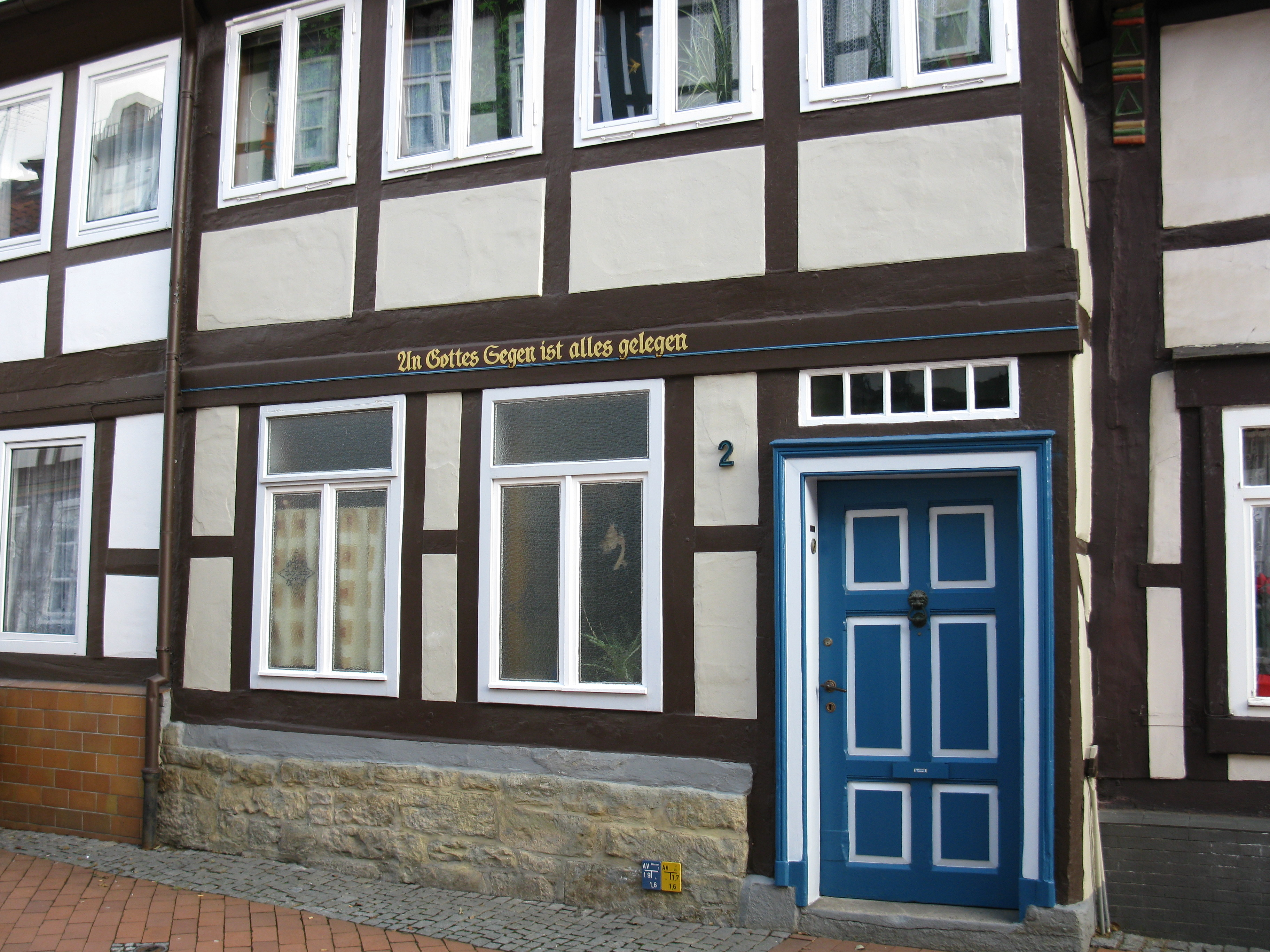
Knollenstraße Nr. 2.

Bei fast allen Häusern der Knollenstraße handelt es sich um traufständige, zwei- bis dreigeschossige Fachwerkhäuser. Das markanteste von ihnen ist das Haus Knollenstraße Nr. 9, das – möglicherweise als Ackerbürgerhaus – 1789 erbaut und 1897 um ein weiteres Obergeschoss erhöht wurde. In seiner Mitte erkennt man noch heute die breite Einfahrt zur Diele. Das Haus wurde auf einem Sockel aus Sandsteinquadern errichtet und 1982 renoviert.
In der gesamten Knollenstraße fallen – ebenso wie in der benachbarten Keßlerstraße – die farbenfrohen, gut erhaltenen Haustüren aus dem 19. und dem frühen 20. Jahrhundert auf. Das Haus Knollenstraße Nr. 2, ebenfalls auf einem Sandsteinsockel erbaut, ist zusätzlich durch einen über dem Erdgeschoss an der Fassade angebrachten Spruch verziert. An seiner Haustür fällt außerdem ein Türklopfer aus Metall auf – er erinnert an eine Zeit, in der es noch keine Klingeln gab.